# Distretto di Purchaman
Il distretto di Purchaman è un distretto montuoso nella provincia di Farah, nell'Afghanistan occidentale. La popolazione è prevalentemente tagika (95%) con una minoranza Pashtun. Il villaggio principale, Purchaman, si trova a 1431 m s.l.m.